# Вилхелм Щрайберг
Вилхелм Август Щрайберг (на немски: Wilhelm August Streitberg) е виден германски езиковед. Известен полиглот, през 1908 г. издава „Die gotische Bibel“ (Готската Библия) - въз основа на всички известни ръкописи до онзи момент.
Професор във Фрибургския университет в Швейцария от 1889 г. От 1899 г. е професор в Мюнстерския, от 1909 г. в Мюнхенския, а от 1920 г. в Лайпцигския университет.
Представител е на младограматическата школа в езикознанието. Основните му трудове са в областта на сравнително-историческото езикознание и германистиката. Щрайберг изследва прагерманския език и готския език. Издава готския текст на Библията на Вулфила паралелно със старогръцкия оригинал на библейския текст.
Заедно с Карл Бругман от 1892 г. Щрайберг издава списание „Indogermanische Forschungen“. От 1909 г. е член на Баварската академия на науките.

## Трудове
- 1896 Urgermanische Grammatik
- 1897 Gotisches Elementarbuch
- 1965 „Die gotische Bibel“ (Herausgeber)